# Thai Rak Thai
Il partito Thai Rak Thai (in lingua thai: พรรคไทยรักไทย, romanizzazione RTGS: Phak Thai Rak Thai, trascrizione IPA: pʰák tʰaj rák tʰaj, letteralmente: "Partito dei thai che amano i thai"), in sigla TRT, fu un partito politico thailandese fondato nel 1998 e dissolto nel 2007. Fu il principale partito di governo dal 2001 al 2006 e il suo fondatore e guida storica fu Thaksin Shinawatra.
Thai Rak Thai vinse tutte e tre le elezioni in cui si presentò e perse il potere con il colpo di Stato militare del 2006 che costrinse Thaksin all'esilio. Il 30 maggio 2007 fu dissolto da una decisione della Corte costituzionale della Thailandia, con la quale fu inoltre vietato a 118 dei suoi esponenti più in vista di partecipare alla vita politica per un periodo di 5 anni.

## Storia

### Fondazione
Il partito fu dominato da Thaksin Shinawatra, un magnate sino/thai delle telecomunicazioni, nato e cresciuto nella zona di Chiang Mai. Grazie alle sue capacità di imprenditore e al successo ottenuto si arricchì enormemente e ricevette il supporto anche di molti importanti personaggi del mondo degli affari thailandese. Fece registrare Thai Rak Thai il 15 luglio 1998 insieme ad altri 22 membri fondatori. Per il suo progetto politico, Thaksin si era creato un seguito di sostenitori nel nord e nel nordest del paese, che diventarono le roccaforti di TRT. In virtù delle risorse di cui disponeva fu in grado di finanziarsi campagne elettorali particolarmente dispendiose e sofisticate, che gli avrebbero attirato le accuse di aver comprato voti. Il partito fu in grado di conquistare il potere grazie alle novità imposte dalla Costituzione del 1997 - stilata in un periodo in cui i militari erano rimasti ai margini della vita politica - che spianò la strada alla possibilità di avere elezioni compiutamente democratiche.

### Partito di governo
Al suo esordio elettorale nel 2001, il TRT ottenne 248 dei 500 seggi sconfiggendo il Partito Democratico (PD) dei conservatori e Thaksin si pose alla guida del governo di coalizione formato con i partiti Nuova Aspirazione e Nazione Thai. Negli anni successivi, la popolarità di Thaksin e del partito crebbero soprattutto per le politiche in favore delle classi più povere, come l'abbassamento dei prezzi per la sanità pubblica, prestiti a basso interesse in favore dei contadini, investimenti nell'istruzione pubblica ecc. Fu rilanciata l'economia del paese, che era stata messa a dura prova con la crisi finanziaria asiatica del 1997/1998. Il governo ebbe anche apprezzamenti per il modo in cui gestì gli aiuti per le vittime del terremoto e maremoto dell'Oceano Indiano del 2004 che colpì la costa occidentale nel sud del paese. Ricevette invece aspre critiche nel 2003 per aver occultato le notizie relative alla diffusione in Thailandia dell'influenza aviaria e per la "guerra alle droghe" scatenata quell'anno dal governo, che provocò la morte di 2 500 persone.
Il partito trasse vantaggio dalle sue politiche in favore delle masse meno abbienti della popolazione, che erano state le più colpite dalla crisi finanziaria asiatica. La gestione del potere fu mirata anche nell'intaccare gli interessi delle vecchie élite di Bangkok legate ai militari e alla monarchia, consolidatesi negli anni settanta. L'opposizione fu messa ai margini del dibattito parlamentare, alleati di Thaksin furono inseriti in posti di comando nevralgici della polizia, dell'esercito, della commissione elettorale e della Corte costituzionale. Fin dall'inizio si creò una frattura tra la nuova e la vecchia classe politica, che avrebbe generato un drammatico conflitto ultradecennale anche tra la popolazione. Si scatenò anche una competizione per ingraziarsi l'elettorato e Thai Rak Thai ne uscì vincitore con le sue politiche populistiche in favore dei poveri e del ristabilimento dell'ordine. Nel corso degli anni il partito vide coesistere al suo interno diverse fazioni e differenti ideologie, spesso fra loro in antitesi, come il nazionalismo, il populismo, la socialdemocrazia, il conservatorismo e il liberalismo. Lo storico thai di estrazione marxista Gilles Ji Ungpakorn ha evidenziato lo scollamento tra i vertici del partito, che promossero campagne lesive dei diritti umani e più volte si proclamarono leali alla monarchia, e buona parte dei militanti di base, che avevano appoggiato il TRT per porre fine a secoli di rigido dominio monarchico e militare nel paese.
Thaksin divenne comunque il primo capo di governo thailandese a portare a termine il proprio mandato elettorale di quattro anni. Nelle successive consultazioni del 2005, il TRT ebbe la maggioranza assoluta dei seggi in Parlamento, e fu la prima volta che un partito ci riusciva nella storia della Thailandia. Forte dei risultati conseguiti, Thaksin prese una serie di drastici provvedimenti che furono la scintilla per aumentare la tensione politica nel paese. Uno dei più controversi fu l'impiego delle forze armate per combattere l'insurrezione nella Thailandia del Sud dei musulmani locali, senza prima cercare una soluzione politica al problema. La scelta non fece che aumentare le violenze nella zona, dove tra il 2004 e il 2016 si sarebbero registrati 7 000 omicidi e 12 000 ferimenti in attentati. Sia importanti capi militari che la monarchia espressero pubblicamente il loro dissenso e si acuì quindi la contrapposizione tra i sostenitori di Thaksin da una parte e le élite monarchico-conservatici di Bangkok e i militari dall'altra, che stavano perdendo potere e vedevano i loro interessi lesi dalle politiche del TRT. Oltre alla classe dirigente di Bangkok, l'opposizione poteva contare sulla maggior parte dell'elettorato in Thailandia del Sud, di tradizione conservatrice.
Il tentativo di Thaksin di creare una dittatura elettorale andando incontro ai bisogni delle masse vide la vecchia classe dominante ricompattarsi e reagire con decisione. Tra le principali accuse rivolte al TRT e a Thaksin vi furono quelle di corruzione e di voler rovesciare la monarchia. Le opposizioni gridarono allo scandalo alla fine del 2005 per la vendita a un'azienda di Singapore delle azioni della Shin Corp, la maggiore azienda thai nel ramo delle telecomunicazioni facente capo alla famiglia Shinawatra, sostenendo che era stato svenduto un patrimonio nazionale e che la famiglia non aveva pagato le tasse relative alla vendita. Si scatenò un'ondata di proteste anti-Thaksin monopolizzate dalle Camicie gialle della neonata Alleanza Popolare per la Democrazia, che il governo non riuscì a controllare con la forza. Ma il partito poteva contare sulla forza del proprio elettorato e furono quindi indette nuove elezioni per l'aprile 2006 alle quali non si presentarono le opposizioni. I risultati furono quindi dichiarati invalidi dalla Corte suprema.

### Colpo di Stato del 2006, fine del governo di Thai Rak Thai, esilio e arresti dei suoi parlamentari
Thaksin rimase così alla guida di un governo provvisorio fino al 19 settembre 2006, quando un colpo di Stato pose fine all'esperienza di governo del TRT mentre lo stesso Thaksin si trovava a New York per una riunione delle Nazioni Unite e fu quindi costretto a rimanere in esilio. Il generale Surayud Chulanont, guida del colpo di Stato, fu posto a capo di un governo ad interim.
La giunta fece arrestare diversi parlamentari e personaggi di spicco di TRT, tra cui il vice-primo ministro Chitchai Wannasathit, il ministro della Difesa Thammarak Isaragura na Ayuthaya, il segretario generale del primo ministro Prommin Lertsuridej, il ministro dell'Ambiente Yongyuth Tiyapairat e il vice-ministro dell'Agricoltura Newin Chidchop. Tra i parlamentari di TRT che furono lasciati a piede libero vi furono Chaturon Chaisang, Phumtham Wechayachai, Suranand Vejjajiva, Veera Musikapong, il ministro dell'Industria Suriya Jungrungreangkit e Watana Muangsook. Anche altri capi del partito si trovavano all'estero, come il vice-primo ministro Surakiart Sathirathai, con Thaksin a New York, il ministro delle Finanze Thanong Bidaya e il ministro del Commercio Somkid Jatusripitak.
Con i vertici detenuti o all'estero, non vi fu una consistente reazione ufficiale del partito, che fu affidato provvisoriamente a Chaturon Chaisang. Molti parlamentari credettero che il partito sarebbe stato sciolto dalla giunta militare. L'ex deputato di Udon Thani Thirachai Saenkaew, a nome del partito, chiese formalmente alla giunta di permettere a Thaksin di ripresentarsi per le successive elezioni. Altri parlamentari dichiararono di voler rimanere nel partito, ma molti ne uscirono dopo il golpe, tra cui Somsak Thepsuthin e il suo gruppo di 100 membri e Sonthaya Kunplome con 20 membri della sezione di Chonburi. La giunta abrogò la costituzione del 1997 e in quel periodo fu scelto con cura il gruppo che approntò la nuova Costituzione caldeggiata dai militari. Il 2 ottobre 2006, Thaksin Shinawatra e l'ex vice primo ministro Somkid Jatusripitak annunciarono la loro uscita dal partito.

### Scioglimento
Nel maggio del 2007 il partito fu dissolto dalla Corte costituzionale, che trovò due dei suoi dirigenti colpevoli di aver pagato piccoli partiti perché si presentassero alle ultime elezioni di aprile. Il partito si difese sostenendo che gli altri membri del TRT non sapevano niente del fatto ma i giudici ribatterono che era impossibile non sapessero. Oltre alla dissoluzione del partito, i giudici stabilirono che a 118 dei suoi membri fosse vietato di partecipare alla vita politica per i cinque anni successivi. La nuova Costituzione fu approvata dal referendum del 19 agosto 2007.

### Eventi successivi
Nel dicembre 2007 si tennero nuove elezioni e buona parte dei membri di TRT che non erano stati interdetti si presentarono nelle file del Partito del Potere Popolare (PPP), che appoggiava la politica e gli interessi di Thaksin. Il PPP vinse le elezioni e il suo leader Samak Sundaravej fu nominato primo ministro. Thaksin dal suo esilio britannico era rimasto una figura centrale della politica nazionale e fece ritorno in patria dopo le elezioni, confidando che le accuse di corruzione rivoltegli in quel periodo si risolvessero con un nulla di fatto. Ma il tribunale aveva invece ricevuto grandi poteri con la nuova Costituzione, sia lui che la moglie furono condannati a pene detentive e buona parte dei loro beni furono confiscati. Nell'agosto 2008, l'ex primo ministro lasciò quindi definitivamente la Thailandia e passò in esilio gli anni che seguirono, ma rimase comunque sempre in una posizione dominante nella politica nazionale tenendosi in contatto con i propri alleati e sostenitori.
A seguito di nuove veementi proteste delle Camicie gialle, la Corte costituzionale decretò nel settembre 2008 la fine del governo di Samak, giudicato colpevole di conflitto di interessi, e in dicembre quello del suo successore e cognato di Thaksin Somchai Wongsawat, accompagnando la sua destituzione con lo scioglimento del PPP. Il nuovo governo fu affidato al leader del Partito Democratico (PD) Abhisit Vejjajiva, che divenne primo ministro grazie al voto dello stesso Parlamento - senza che si fossero tenute elezioni - nel quale molti dei membri dei partiti che facevano parte della coalizione di governo avevano finito per confluire nel PD. All'inizio del 2009 si scatenarono una serie di manifestazioni delle Camicie rosse del Fronte Unito per la Democrazia contro la Dittatura (FUDD), il nuovo movimento che appoggiava la famiglia Shinawatra nato per fare cadere il governo del PD e ritornare alle urne. Le dimostrazioni si ripeterono durante l'anno e le più grandi e agguerrite furono quelle della primavera 2010, che ebbero inizio a marzo e finirono in maggio dopo ripetuti interventi dell'esercito, che portarono alla morte di decine e decine di manifestanti e all'arresto dei capi delle Camicie rosse.
Nel luglio 2011, il Partito Pheu Thai guidato da Yingluck Shinawatra, sorella di Thaksin, vinse le elezioni e Yingluck divenne il nuovo capo di governo. La tensione politica rimase alta, nuove massicce dimostrazioni dell'opposizione si registrarono dalla fine del 2013 e culminarono nella nuova sentenza della Corte costituzionale che destituì Yingluck a inizio maggio 2014. Il governo fu affidato al compagno di partito Niwatthamrong Boonsongpaisan, ma il 20 dello stesso mese il capo dell'esercito, generale Prayuth Chan-o-cha proclamò la legge marziale e due giorni dopo mise in atto un colpo di Stato senza spargimento di sangue. L'ondata di arresti, le durissime leggi imposte, il sistematico controllo dell'opposizione e del popolo con un grande spiegamento militare e la nuova Costituzione che dava nuovi grandi poteri ai militari e alla Corte costituzionale resero impossibile il riorganizzarsi dei sostenitori degli Shinawatra negli anni successivi.